# Michael Andersson (voetballer)
Michael Östen Andersson (Brännkyrka, 24 augustus 1959) is een voormalig Zweeds voetballer. Hij speelde als middenvelder en sloot zijn profloopbaan in 1992 af bij Nacka FF. Andersson stapte nadien het trainersvak in en was actief als sportbestuurder.

## Interlandcarrière
In 1988 vertegenwoordigde Andersson, bijgenaamd Micke, zijn vaderland bij de Olympische Zomerspelen in Seoel. Daar werd Zweden in de kwartfinale uitgeschakeld door Italië (1-2). Andersson speelde in totaal acht interlands (één doelpunt) in de periode 1979-1982. Onder leiding van bondscoach Georg Ericson maakte hij zijn debuut op 14 november 1979 in de vriendschappelijke wedstrijd tegen Maleisië (1-3), net als Sten-Ove Ramberg (Hammarby IF), Tomas Månsson (IFK Norrköping) en Tord Holmgren (IFK Göteborg). Andersson viel in dat duel na 63 minuten in voor aanvoerder Eine Fredriksson (IFK Norrköping).

## Erelijst
IFK Göteborg
- Zweeds landskampioen

1987
- UEFA Cup

1987